# Куликов, Дмитрий (футболист)
Дмитрий Куликов (эст. Dmitri Kulikov; 23 сентября 1977, Таллин) — эстонский футболист и игрок в мини-футбол, правый защитник и полузащитник. Выступал за национальную сборную Эстонии.

## Биография

### Клубная карьера
Воспитанник таллинской футбольной секции «Пуума». На взрослом уровне начал выступать в команде одного из низших дивизионов «Арсенал» (Таллин), а весной 1996 года играл в первой лиге за «Норму».
В 1996 году дебютировал в высшем дивизионе Эстонии в составе «Лантаны» и провёл в команде около трёх лет, становился чемпионом и призёром чемпионата страны и обладателем Кубка Эстонии. В ходе сезона 1999 года, когда у «Лантаны» начались финансовые проблемы, перешёл в «Курессааре». В 2000 году перешёл в «Левадию», в её составе неоднократно был призёром чемпионата Эстонии. В 2004 году вернулся в «Курессааре» и провёл в клубе следующие четыре года.
В 2008 году перешёл в клуб латвийской первой лиги «Яуниба» (Рига). В своём первом сезоне вошёл в топ-5 бомбардиров первой лиги, забив 17 голов. В 2010 году сыграл 16 матчей и забил один гол в высшей лиге Латвии.
После возвращения в Эстонию играл за таллинские любительские команды из низших дивизионов. Также выступал в чемпионате Эстонии по мини-футболу за команды «Флора» и «Анжи» (Таллин), становился чемпионом Эстонии по мини-футболу.
После окончания игровой карьеры стал арбитром, судил матчи высшего дивизиона Эстонии.

### Карьера в сборной
Сыграл единственный матч за национальную сборную Эстонии 3 июля 2003 года в рамках Кубка Балтии против Литвы (1:5), вышел в стартовом составе и в перерыве был заменён на Вячеслава Заховайко.
В 2005 году принимал участие в неофициальных матчах турнира NF-Board за сборную острова Сааремаа.

## Достижения
- Чемпион Эстонии: 1996/97, 2000
- Серебряный призёр чемпионата Эстонии: 2002
- Бронзовый призёр чемпионата Эстонии: 1997/98, 1998, 2001, 2003
- Обладатель Кубка Эстонии: 1999/00
- Финалист Кубка Эстонии: 2001/02
- Обладатель Суперкубка Эстонии: 1997/98, 2000, 2001